# العلاقات السنغالية الأيرلندية
العلاقات السنغالية الأيرلندية هي العلاقات الثنائية التي تجمع بين السنغال وجمهورية أيرلندا.

## مقارنة بين البلدين
هذه مقارنة عامة ومرجعية للدولتين:
| وجه المقارنة                                              | السنغال                                              | جمهورية أيرلندا                                       |
| --------------------------------------------------------- | ---------------------------------------------------- | ----------------------------------------------------- |
| المساحة (كم2)                                             | 196.72 ألف                                           | 70.27 ألف                                             |
| عدد السكان (نسمة)                                         | 15.85 مليون                                          | 4.76 مليون                                            |
| الكثافة السكانية (ن./كم²)                                 | 80.57                                                | 67.74                                                 |
| العاصمة                                                   | داكار                                                | دبلن                                                  |
| اللغة الرسمية                                             | لغة فرنسية، اللغة الولوفية، باديارا ‏، اللغة البلنتية | اللغة الأيرلندية، لغة إنجليزية، الإنجليزية الأيرلندية |
| العملة                                                    | فرنك غرب أفريقي                                      | جنيه أيرلندي، يورو، عملات اليورو الأيرلندية           |
| الناتج المحلي الإجمالي (بليون دولار)                      | 16.37 مليار                                          | 333.73 مليار                                          |
| الناتج المحلي الإجمالي (تعادل القوة الشرائية) بليون دولار | 36.62 مليار                                          | 318.16 مليار                                          |
| الناتج المحلي الإجمالي الاسمي للفرد دولار أمريكي          | 899                                                  | 61.13 ألف                                             |
| الناتج المحلي الإجمالي للفرد دولار أمريكي                 | 2.33 ألف                                             |                                                       |
| مؤشر التنمية البشرية                                      | 0.466                                                | 0.916                                                 |
| رمز المكالمات الدولي                                      | +221                                                 | +353                                                  |
| رمز الإنترنت                                              | .sn                                                  | .ie                                                   |
| المنطقة الزمنية                                           | 00                                                   | 00، ت ع م+01:00، أوروبا/دبلن ‏                         |

## منظمات دولية مشتركة
يشترك البلدان في عضوية مجموعة من المنظمات الدولية، منها:
| علم المنظمة | اسم المنظمة                               | تاريخ انضمام السنغال | تاريخ انضمام جمهورية أيرلندا |
| ----------- | ----------------------------------------- | -------------------- | ---------------------------- |
|             | مؤسسة التنمية الدولية                     | 31 أغسطس 1962        | 22 ديسمبر 1960               |
|             | يونسكو                                    | 10 نوفمبر 1960       | 3 أكتوبر 1961                |
|             | وكالة ضمان الاستثمار متعدد الأطراف        | 12 أبريل 1988        | 27 أكتوبر 1989               |
|             | الأمم المتحدة                             | 28 سبتمبر 1960       | 14 ديسمبر 1955               |
|             | الفريق المعني برصد الأرض                  | ?                    | ?                            |
|             | الاتحاد البريدي العالمي                   | ?                    | ?                            |
|             | البنك الدولي للإنشاء والتعمير             | 31 أغسطس 1962        | 8 أغسطس 1957                 |
|             | الاتحاد الدولي للاتصالات                  | 15 نوفمبر 1960       | 8 ديسمبر 1923                |
|             | منظمة حظر الأسلحة الكيميائية              | ?                    | ?                            |
|             | مؤسسة التمويل الدولية                     | 31 أغسطس 1962        | 11 سبتمبر 1958               |
|             | المركز الدولي لتسوية المنازعات الاستشارية | 21 مايو 1967         | 7 مايو 1981                  |
|             | منظمة التجارة العالمية                    | ?                    | ?                            |
|             | منظمة الشرطة الجنائية الدولية             | ?                    | ?                            |

## وصلات خارجية
- موقع وزارة الخارجية السنغالية
- موقع وزارة الخارجية الأيرلندية